# Tumba de fosa

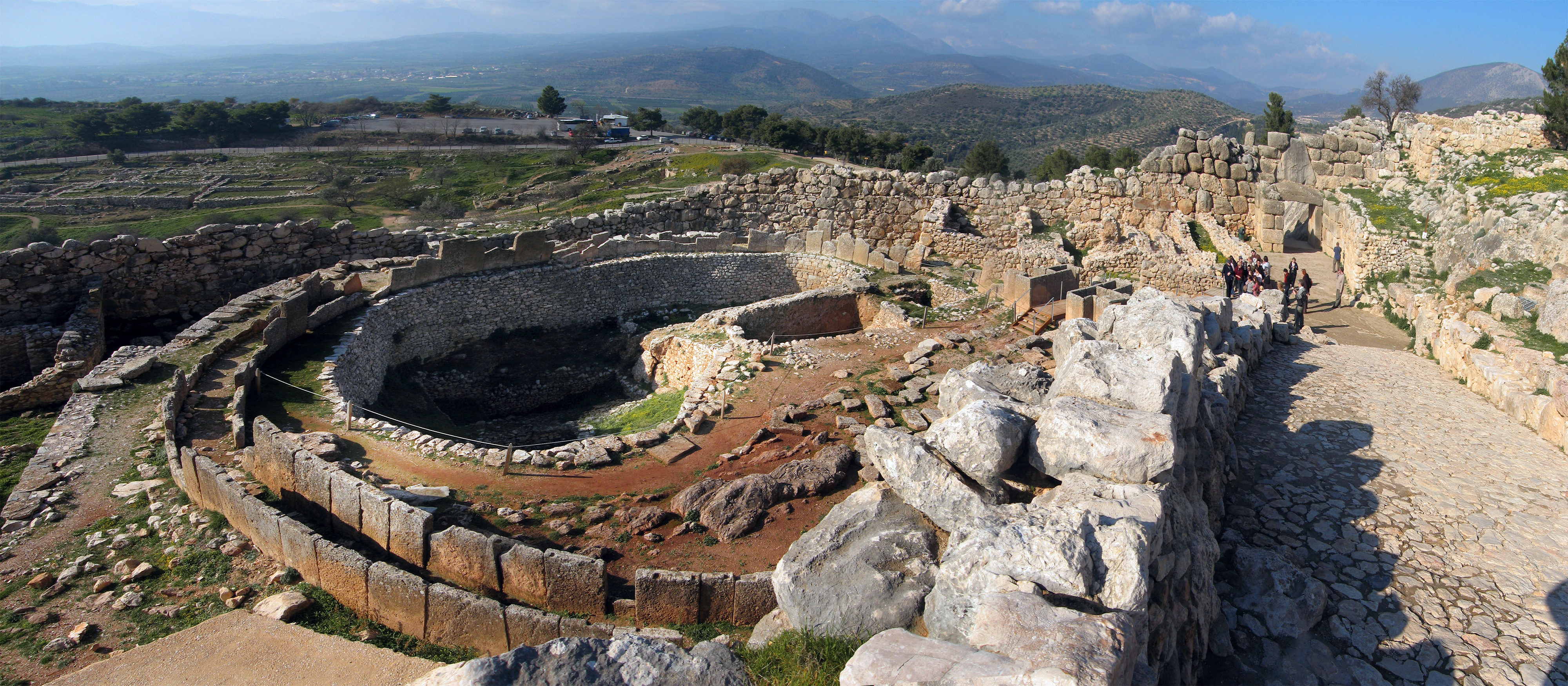
Tumba en fosa del Círculo de tumbas A de época micénica en Argólida, Grecia.

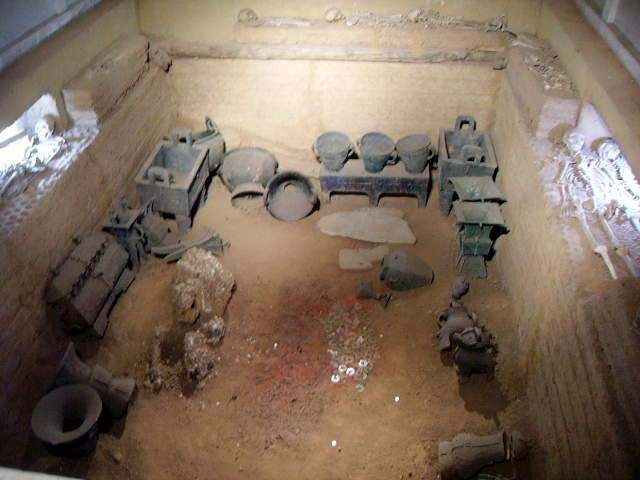
Tumba en fosa, la tumba de Fu Hao, dinastía Shang (1200 a. C.) en Anyang, provincia de Henan, China.

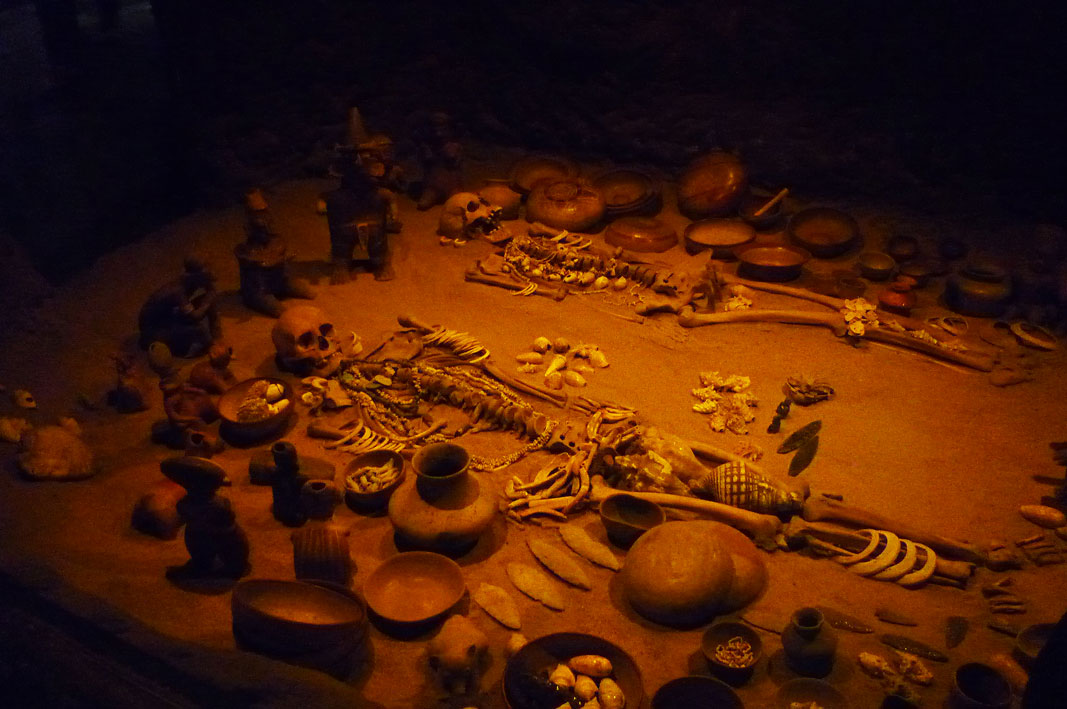
Tumba en fosa de la tradición de las tumbas de tiro en el oeste de México (300 a. C. y 400 d. C.) en el Museo Nacional de Antropología de México.

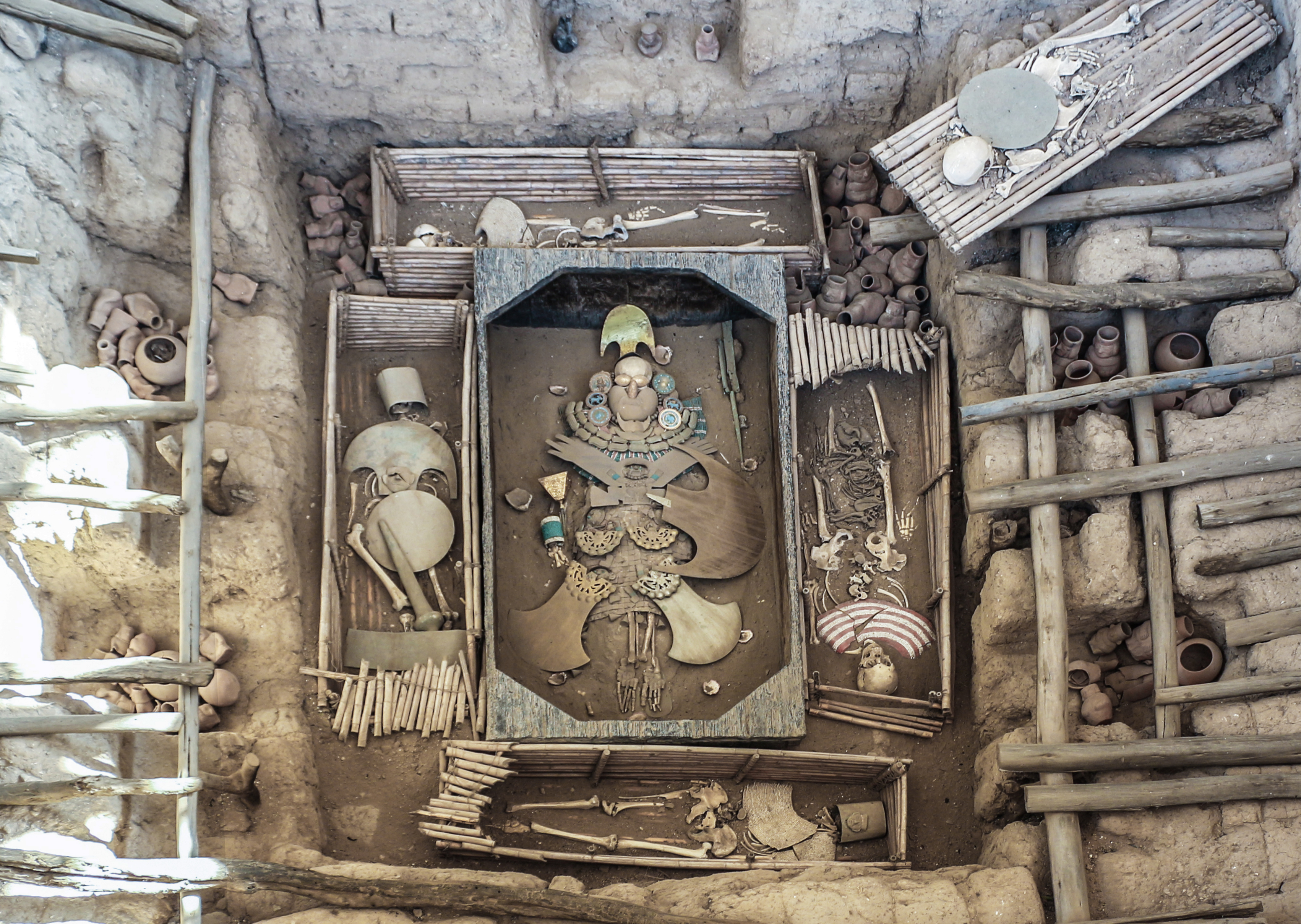
Tumba en fosa del Señor de Sipán (Siglo III) del intermedio temprano en Huaca Rajada, Saña, Perú

Una tumba de fosa o tumba de pozo es un tipo de enterramiento formado a partir de una fosa profunda y estrecha perforada en roca natural. Los cuerpos se colocan en el fondo. Un grupo relacionado de tumbas de cámara y tumbas de fosa incorpora también una pequeña habitación o habitaciones cortadas lateralmente en la base de la fosa para la colocación de los muertos. Estas tumbas se solían agupar, fuera de las ciudades, en pequeños cementerios limitados en forma circular por piedras hincadas en el suelo. 
La práctica de excavar de tumbas de fosa fue muy amplia, pero los ejemplos más famosos son las de Micenas en Grecia, los llamados círculos de tumbas (A y B) que datan de entre 1650 a. C. y 1500 a. C., asociadas a la llegada de los Griegos al Egeo (en algunos casos, con una segunda oleada de llegada de griegos, asumiendo una migración protogriega durante los siglos XXIII y XVIII a. C., al principio del horizonte Heládico Antiguo III). Estas tumbas de foso tenían alrededor de 4 m de profundidad, con los muertos colocados en cistas al fondo, junto con un rico ajuar funerario. La posición de la fosa se indicaba a veces con una estela de piedra. 